# Bishopstown
Bishopstown (Iers: Baile an Easpaig, wat 'stad van de bisschop' betekent) is een buitenwijk van Cork, gelegen in het zuidwesten van de stad. Het bestaat uit de townlands Ballineaspigbeg en Ballineaspigmore en ligt in de burgerlijke parochie St. Finbar's in de historische Barony of Cork. Het ligt niet ver van de plaats Ballincollig, een forensen-voorstad van Cork. Het grenst ook aan de naburige buitenwijken Wilton en Glasheen.
In Bishopstown ligt de campus van de Munster Technological University (MTU) en daarnaast zijn er meerdere scholen voor voortgezet onderwijs in de buitenwijk. Naast de MTU-campus ligt ook de campus van de University College Cork (UCC) vlak bij, wat er toe leidt dat er veel studenten wonen in de wijk. Het grootste deel van de bevolking werkt in het centrum van Cork.
Lokale sportclubs zijn onder andere Bishopstown GAA (gaelic football, hurling, camogie) en Highfield RFC (rugby union). In de wijk staat ook het Bishopstown Stadium, waar Cork City FC traint en Cork City WFC wedstrijden speelt.

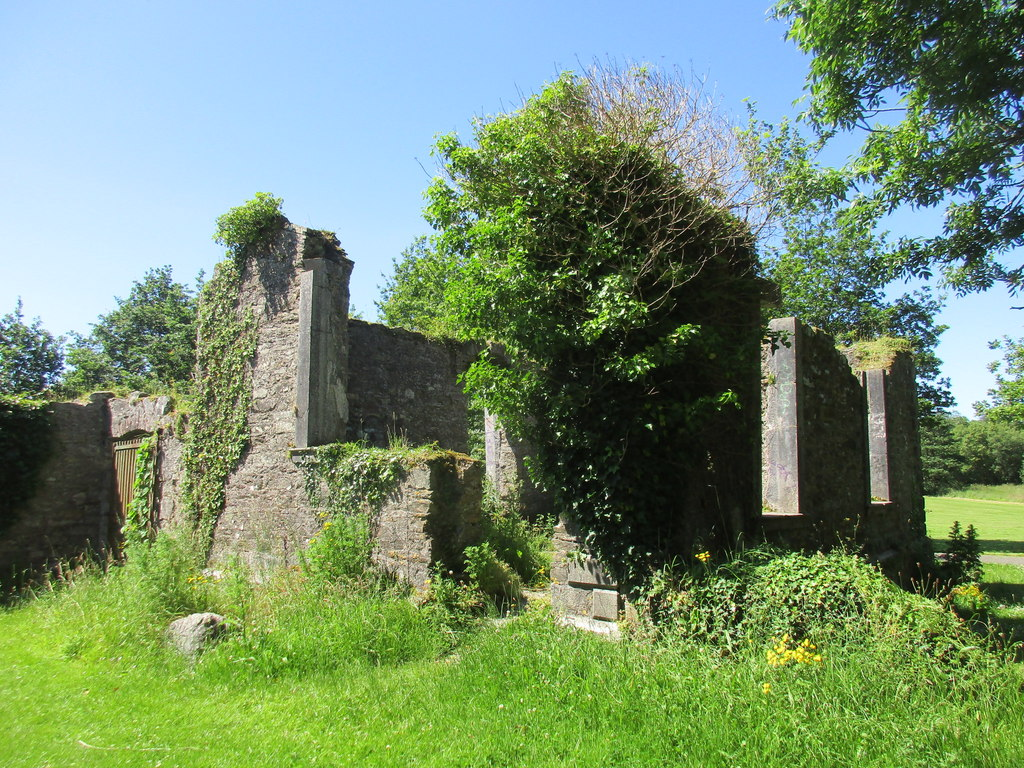
Kapelruïne op het land van het voormalige Bishopstown House
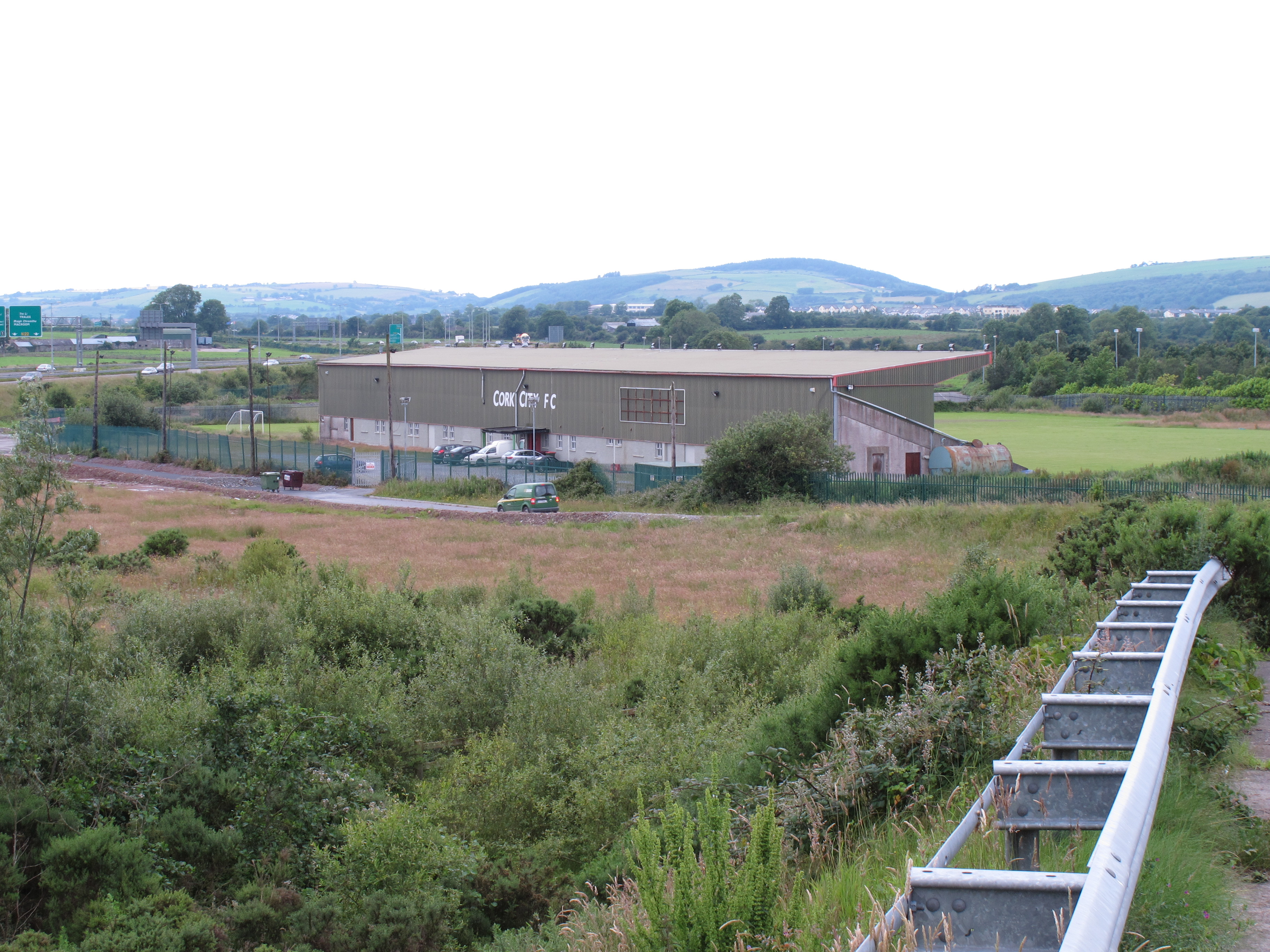
Bishopstown Stadium
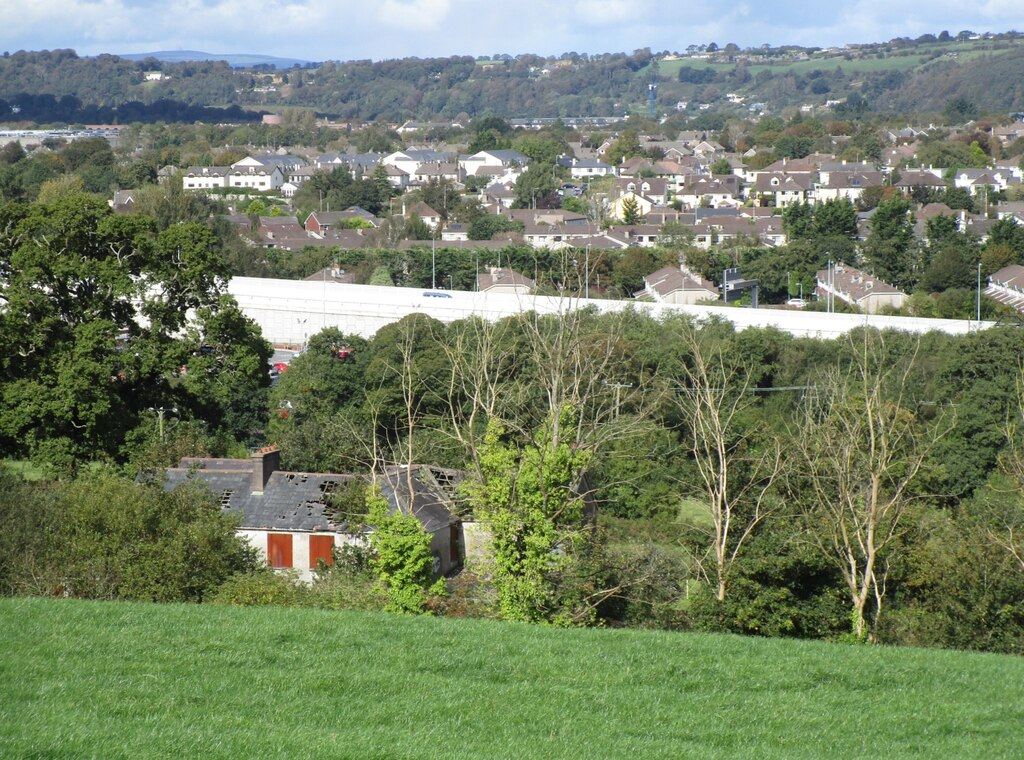
Zicht over Bishopstown